# Trelleborg AB
Trelleborg AB er en global industrikoncern med hovedsæde i Trelleborg, Sverige. Koncernen beskæftiger 16,701 ansatte (2022), og har en omsætning på 30.1 milliarder SEK. Trelleborg udvikler polymer-baserede løsninger til at tætne, dæmpe og beskytte i krævende industrielle miljøer. Trelleborg-aktien har siden 1964 været noteret på børsen i Stockholm. Koncernen er virksom i 40 lande. Peter Nilsson er adm. direktør og Johan Malmquist er bestyrelsesformand.